# 墨西哥圖斯特拉古鐵雷斯聖殿
墨西哥图斯特拉古铁雷斯圣殿是耶稣基督后期圣徒教会的第 75 座运营聖殿。 图斯特拉古铁雷斯是墨西哥最南端的恰帕斯州的首府，也是一个以其众多考古遗址而闻名的地区。这座城市本身位于群山之间的山谷中。 1998 年 4 月，當時教會會長戈登·興格萊（Gordon B. Hinckley）宣布，该教会将在 2000 年底之前在世界各地建造 32 座较小的聖殿。 圖斯特拉古鐵雷斯聖殿就是这些小聖殿之一，受到当地许多教会成员的欢迎。由于多山的地形，进出该地区很困難，离成员最近的聖殿位于墨西哥城—车程 20 小时。图斯特拉古铁雷斯聖殿为墨西哥东南部的 18,000 多名成员提供服务。

## 歷史
2000 年 3 月 12 日，當時教會總會會長團第而諮理雅各·傅士德雅各會長（James E. Faust）為墨西哥圖斯特拉古鐵雷斯聖殿做了奉獻祈禱，超過 3,300 名成員參加了四次奉獻儀式。  圖斯特拉古鐵雷斯聖殿佔地0.6公頃，毗鄰一座教堂。 外部飾有白色大理石，採用單尖頂設計，頂部是天使摩羅乃的金色雕像。 聖殿總建築面積為994平方公尺，設有兩個教儀室和兩個印證室。